# Processus ptérygo-épineux
Le processus ptérygo-épineux (ou épine de Civinini) est une épine osseuse pointue située sur le bord postérieur de la lame latérale du processus ptérygoïde de l'os sphénoïde.
C'est un point d'insertion du ligament ptérygo-épineux.